# Список олій
Олії — це тригліцериди, які видобуваються із рослин. Такі олії були присутні в людській культурі протягом тисячоліть. Їстівні рослинні олії використовують в їжу, як для приготування їжі, так і як харчові додатки. Багато із олив, придатні для харчування, та для іншого використання, спалюються як паливо, наприклад у каганцях або як заміна палива із нафти.
Є кілька видів олій, які відрізняються методом видобування їх із рослин. Відповідна частина рослини піддається тискові для отримання олії, таким чином отримують пресовану олію. Всі олії, які подані в списку даної статті, можуть отримуватися цим методом. Олію також можна отримати з рослин шляхом розчинення подрібнених рослинних частин у воді, або іншому розчиннику. Отриманий розчин відділяють від рослинного матеріалу та концентрують, таким чином отримують вимиту олію. Суміш також можна розділяти, відганяючи олію від рослинного матеріалу. Таким чином добувають ефірні олії. Ефірні олії часто мають відмінні властивості та застосування, від олій, добутих пресуванням, або вимиванням.
Майже всі рослини містять певну кількість олії, але широко використовують та продають тільки декілька головних олійних культур, їх доповнюють кілька десятків дрібних олійних культур.
Олії можна класифікувати за кількома ознаками, наприклад:
- За походженням: більшість (але не всі) олій добуваються із плодів, або насіння рослин, таким чином олію можна класифікувати групуючи їх за подібними рослинами, наприклад, «горіхові олії».
- За використанням: як вище було описано, олію використовують в кулінарії, як паливо, в косметиці, для медичних цілей та для промислового використання.

## Харчові олії

### Список олій основних олійних культур
Ці олії займають левову частку світового виробництва харчових олій. Усі їх також можна використовувати як паливо.
- Арахісову олію, в невеликій кількості використовуєтьсяють як приправу до салатів. Має досить високу температуру димоутворення, тому її широко використовують для смаження.[4]
- Бавовняну олію використовують для приготування їжі і в салати, як для домашнього, так і промислового застосування.[5]
- Кокосову олію, використовують у кулінарії та медицині, добре підходить також для промислового використання. Видобувають із м'якоті ядер свіжих горіхів кокосової пальми, рідше із копри — висушеної м'якоті ядер горіхів. Поширена в тропіках, незвична своїм складом — високий вміст жирних кислот із ланцюгами середньої довжини.[6]
- Кукурудзяну олію використовують у кулінарії.[7]
- Кунжутова олія. Олія холодного віджиму вживається як легка олія для приготування, гарячого віджиму темніша, і має насичений смак.[8]
- Оливкову олію використовують у приготуванні їжі, виготовленні косметичних засобів, мила, і як традиційне паливо для каганців.[9]
- Пальмова олія найбільше виготовляється в тропічному регіоні, з-поміж інших олій.[10] Популярна в кухні Західної Африки та Бразилії.[11] Також її використовують як біопаливо.[12]
- Ріпакову олію найбільше використовують в кулінарії.[13]
- Сафлорову олію до 1960-х широко використовували в лакофарбовій промисловості, зараз же більше для приготування їжі.[14]
- Соєву олію, отримують як побічний продукт переробки соєвого шроту.[15]
- Соняшникову олію переважно використовують в кулінарії, але також її можуть використовувати як біодизель.[16]

### Горіхові олії

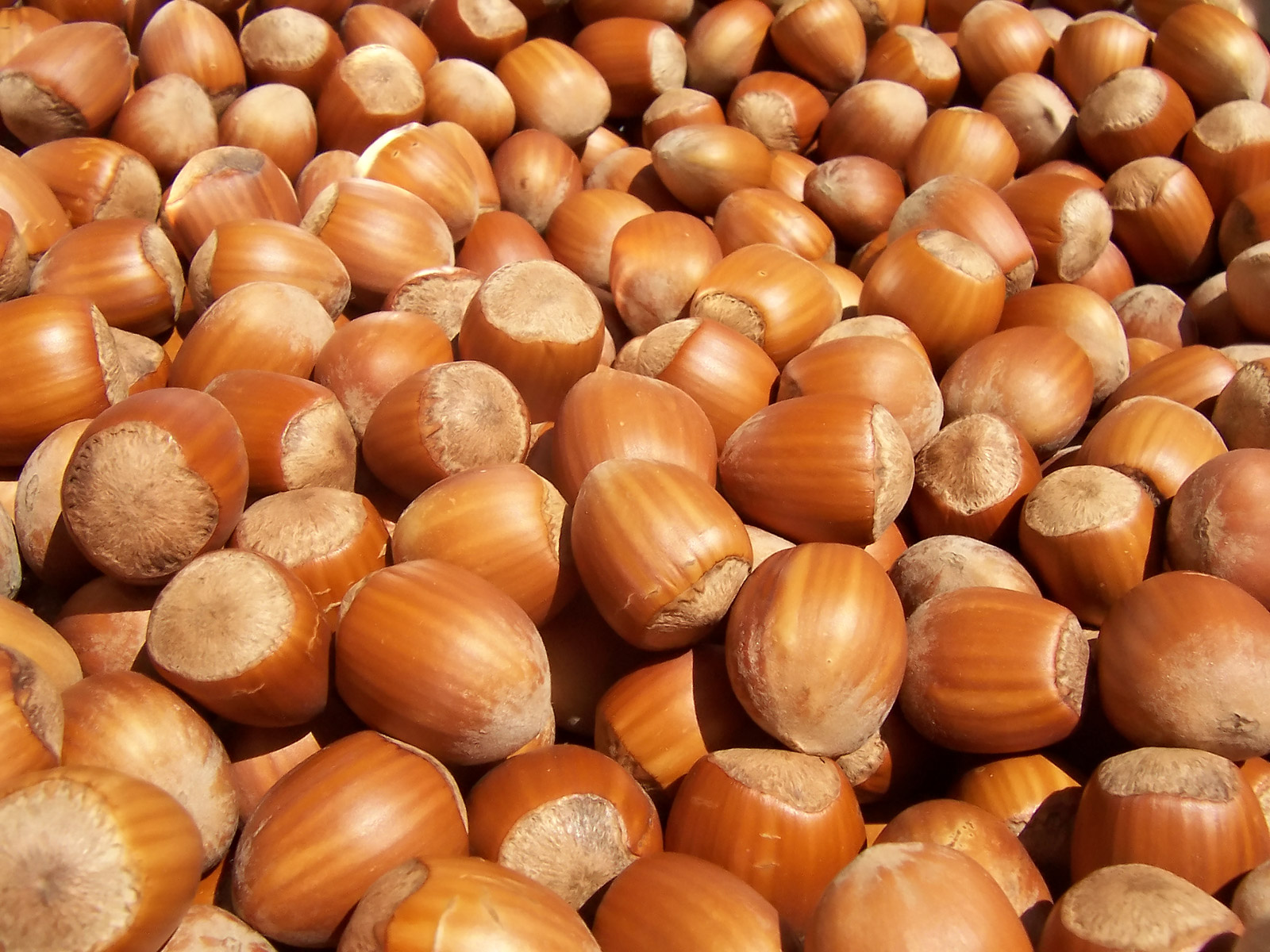
Ліщинові горіхи використовують для виготовлення ліщинової олії.

Горіхові олії, як правило, використовують в кулінарії, завдяки їхньому смаку. Більшість з них є досить дорогими, через складнощі добування.
- Олія бразильського горіха (з бразильського горіха) містить 75 % ненасичених жирних кислот, переважно це олеїнова та ліноленова кислоти, а також фітостерол, бета-сітостерол.[17] Олію Extra virgin отримують під час першого пресування горіхів, завдяки її м'якому та приємному смаку її можуть використовувати як заміну оливковій олії.
- Букову олію, з горіхів Бука лісового (Fagus sylvatica), цінять у Європі, її використовують для салатів та для приготування їжі.[18]
- Горіхову олію з волоського горіху використовують завдяки її смаку,[19] в період Ренесансу художники використовували її для олійних фарб.[20][21]
- Кедрова олія з горішків сосни сибірської продається як олія для гурманів,[22][23] і має потенційний інтерес у медицині, як добавка, яка пригнічує апетит.[24]
- Олія кеш'ю (з горіхів кеш'ю) чимось подібна до оливкової. Її можуть використовувати у боротьбі з карієсом зубів.[25]
- Ліщинову олію (з ліщинових горіхів) використовують в їжу завдяки її ароматові. Також її можуть використовувати для захисту шкіри.[26]
- Олія макадемії (з горіхів Макадемії) з м'яким горіховим смаком, та високою температурою димоутворення.[19]
- Мигдалеву олію з горіхів мигдалю використовують в їжу, але насамперед вона йде на виробництво косметичних засобів.[27]
- Олія монгонго з горіхів дерева монгонго (Schinziophyton rautanenii), які поширені в Південній Африці. Характеризується високим вмістом вітаміну Е. Також її використовують для захисту шкіри.[28]
- Олія пекан з горіхів дерева пекан цінується в харчуванні, але для отримання якісної олії потрібно використовувати свіжі горіхи.[29]
- Фісташкова олія має зелений колір та сильний аромат.[19]

### Цитрусові олії
Із ряду цитрусових можна добувати віджимну олію. Частину із них, наприклад олію лимону та апельсину, використовують як ефірні олії, що доволі рідкісно для пресованих олій. Із насіння більшості цитрусових отримують олію.
- Апельсинову олію, як і лимонну, добувають холодним пресуванням, а не відгонкою.[34] На 90 % складається із D-лимонену. Її використовують як ароматичну олію, в миючих засобах, і як смакову приправу.[35]
- Петігренова апельсинова олія
- Грейпфрутову олію отримують із грейпфрутів. Вперше її добули експериментально у 1930 році, добре підходить для виробництва мила.[36]
- Лимонна олія за ароматом подібна до фруктів. Одна із небагатьох ефірних олій, яку добувають пресуванням.[37] Використовується як ароматична добавка[38] та в аромотерапії.[39]

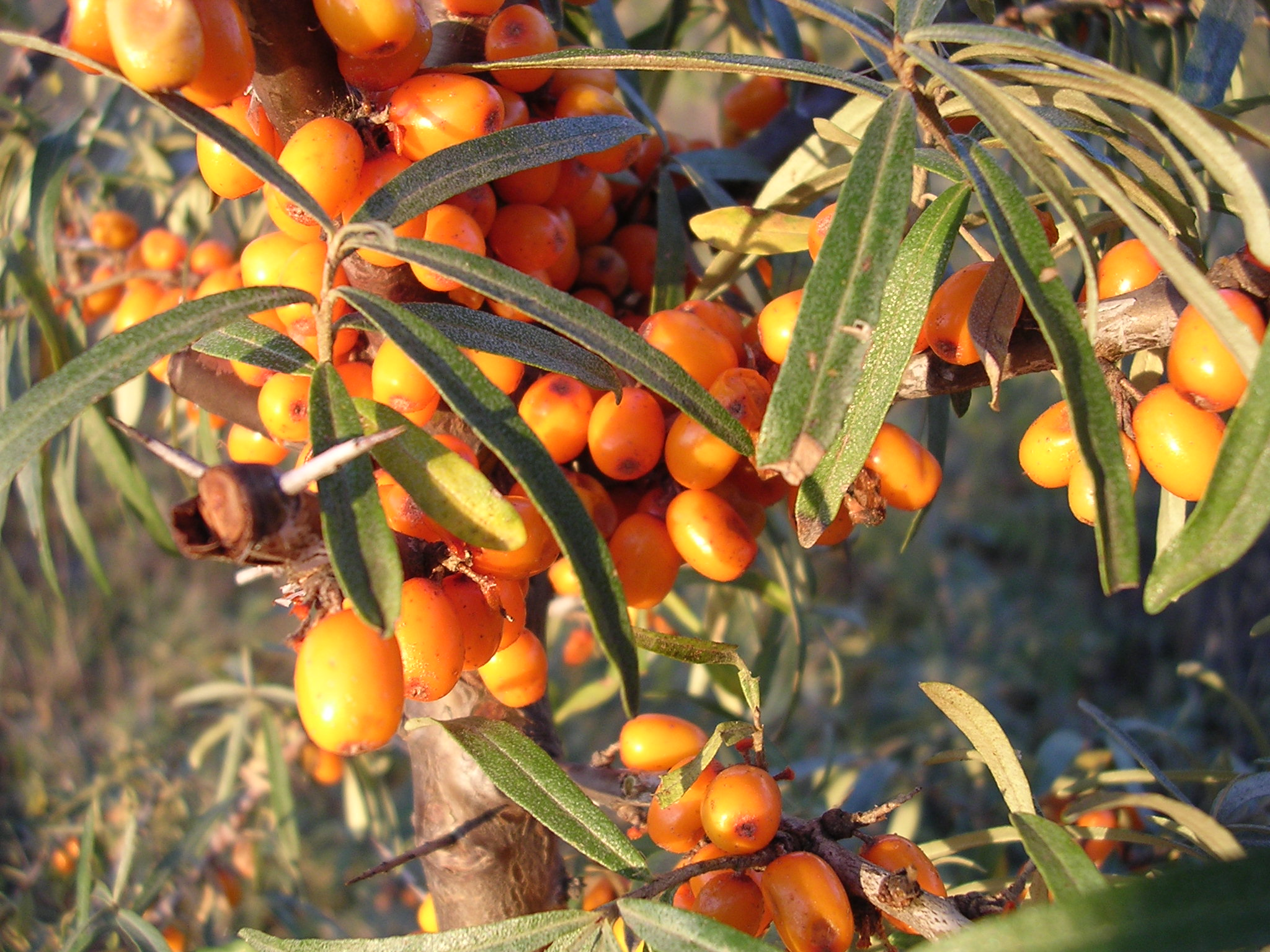
Плоди обліпихи

- Петігренова померанцева олія

### Олія з насіння баштанних культур

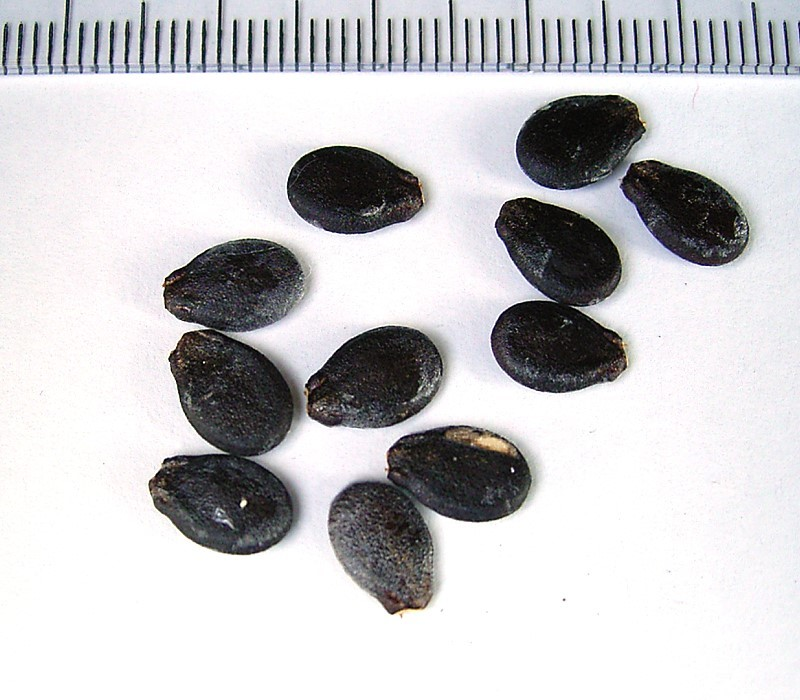
Олію з насіння кавуна використовують для приготування їжі у Західній Африці.

До цього списку входять всі представники гарбузових: гарбузи, дині, кавуни, огірки, кабачки. Насіння цих культур відзначені високим вмістом олії, але немає достатньої інформації про методи її добування. В більшості випадків ці рослини вирощують для вживання у їжу, використання олії пов'язане разом із використанням насіння у їжу.
- Гарбузова олія — це спеціальна кулінарна олія, яку виробляють в Австрії, Словенії та Хорватії. Здебільшого її використовують для заправки салатів.[41]
- Олію мускатного гарбуза добувають із насіння Cucurbita moschata, вона має горіховий присмак і її використовують у салатах, маринадах та засмажках.[42]
- Олія гіркого гарбуза добувається із китайського гіркого гарбуза. Містить багато α-Елеостерової кислоти. Поточні дослідження вказують на потенційний протиракові властивості.[43]
- Олія еґуш із насіння Cucumeropsis mannii, багате на лінолеву кислоту.[44]
- Кавунову олію отримують із насіння кавуна (Citrullus vulgaris). Традиційно використовують для приготування їжі у Західній Африці.[45][46]
- Олію тикви звичайної, добувають із насіння тикви звичайної, яку вирощують в тропічному регіоні. Використовують як харчова олія.[47]
- Олію тикви вонючої добувають із насіння Cucurbita foetidissima, рослина із нестерпним запахом, природний ареал в південному заході Північної Америки.[48]

### Харчові додатки
Низку олій використовують як харчові додатки (або «нутрацевтики»), через вміст поживних речовин та їх передбачуваний медичний ефект. Олія з насіння огірочника лікарського, смородини чорної та енотери містять велику кількість γ-ліноленової кислоти (відповідно 23 %, 15–20 % та 7–10 % в кожній з рослин), що й привернуло увагу дослідників.
- Олії асаї добувають з кількох видів пальми Асаї (Euterpe oleracea), яка росте в долині Амазонки.[49][50]
- Енотерову олію отримують із насіння енотери дворічної,[51] найважливіше рослинне джерело γ-ліноленової кислоти, бо при цьому не містить α-ліноленової.[52][53]
- Лляна олія (використовують при виробництві оліфи), отримують з насіння льону. Характеризується високим вмістом омега-3-кислот та лігнанів, які можуть використовувати в медицині. Чудовий дієтичний еквівалент риб'ячого жиру.[54] Легко пригоркає.[55]
- Олія огірочника з насіння огірочника лікарського.[52]
- Чорносмородиновю олію з насіння чорної смородини використовують як харчову добавку. Містить велику кількість γ-ліноленової, омега-3 та омега-6 ненасичених жирних кислот.[52]
- Олія чорнушки посівної (Nigella sativa) має тривалу історію медичного застосування, починаючи з часів античної Греції, традиційної китайської медицини та давнього Ісламського світу, в теперішні часи також є об'єктом медичних досліджень.[56][57][58]

### Інші харчові олії
- Абрикосова олія подібна до мигдалевої. Її використовують у косметиці.[59]
- Авокадову олію також використовують в їжу,[60] але набагато більше — в косметичній та фармакологічній промисловостях.[61][62] Також характеризується високою температурою димоутворювання в 265,56 °C.[63]
- Амарантову олію отримують з насіння щириці, відзначається високим вмістом сквалену та ненасичених жирних кислот.[64]
- Арганову олію отримують з насіння арганії, у Марокко використовують як харчову олію та у косметичних цілях,[65] з 1990-х років після відкриття жіночих кооперативів по видобуванню олії,[note 1] набуває поширення і в Європі.
- Олію бабассу отримують із насіння пальми Attalea speciosa, за своїми характеристиками подібна до кокосової олії.[66]
- Бамієву олію отримують із насіння бамії (Abelmoschus esculentus). Здебільшого складається з олеїнової та лінолевої кислот.[67] Харчова олія, зеленувато жовтого кольору з приємним смаком та запахом.[68]
- Буролисткову олію отримують із насіння буролистки однорічної, характеризується високим вмістом омега-3 ненасичених жирних кислот. Використовують як харчову олію, для медичного застосування в Азіатській фітотерапії, для захисту шкіри, та для приготування оліфи.[69][70]
- Олію виноградних кісточок використовують для приготування їжі та заправляння салатів, також нею обприскують родзинки, щоб вони зберігали свій аромат.[71]
- Гірчичну олію використовують у кулінарії в Індії, для випічки. Також як масажну олію.[72]
- Гранатову олію отримують з насіння гранату, має високий вміст паніцікової кислоти. Проводяться сучасні медичні дослідження з метою лікування та запобігання раку.[73][74]
- Олія діка, з насіння Irvingia gabonensis, яка росте в Західній Африці. Її використовують для виготовлення маргарину, мила та фармацевтичних препаратів, наприклад як пігулковий лабрикант. Не набула значного поширення.[75][76]
- Олію какао отримують з плодів дерева какао та використовують для виробництва шоколаду, також входить до складу деяких мазей та косметичних засобів.[77]
- Канарієву олію отримують із насіння дерева Canarium ovatum. Її використовують на Філіппінах як харчову олію, так і як олію для освітлення.[78]
- Капокову олію отримують із насіння бавовняного дерева, використовують як харчову олію, або для виробництва мила.[79]
- Олію кейп-каштану або олію янгу добувають із дерева Calodendrum capense. Популярна в Африці, використовують для захисту шкіри.[80]
- Кенафову олію отримують з насіння кенафу. Ця харчова олія подібна до бавовняної олії, має довгу історію використання.[81][82]
- Олія кіноа (кіноа)подібна за своїм складом до кукурудзяної олії.[83]
- Конопляна олія — це високоякісна харчова олія[84], її також використовують для виготовлення фарб, лаків, смол та м'якого мила.[85]

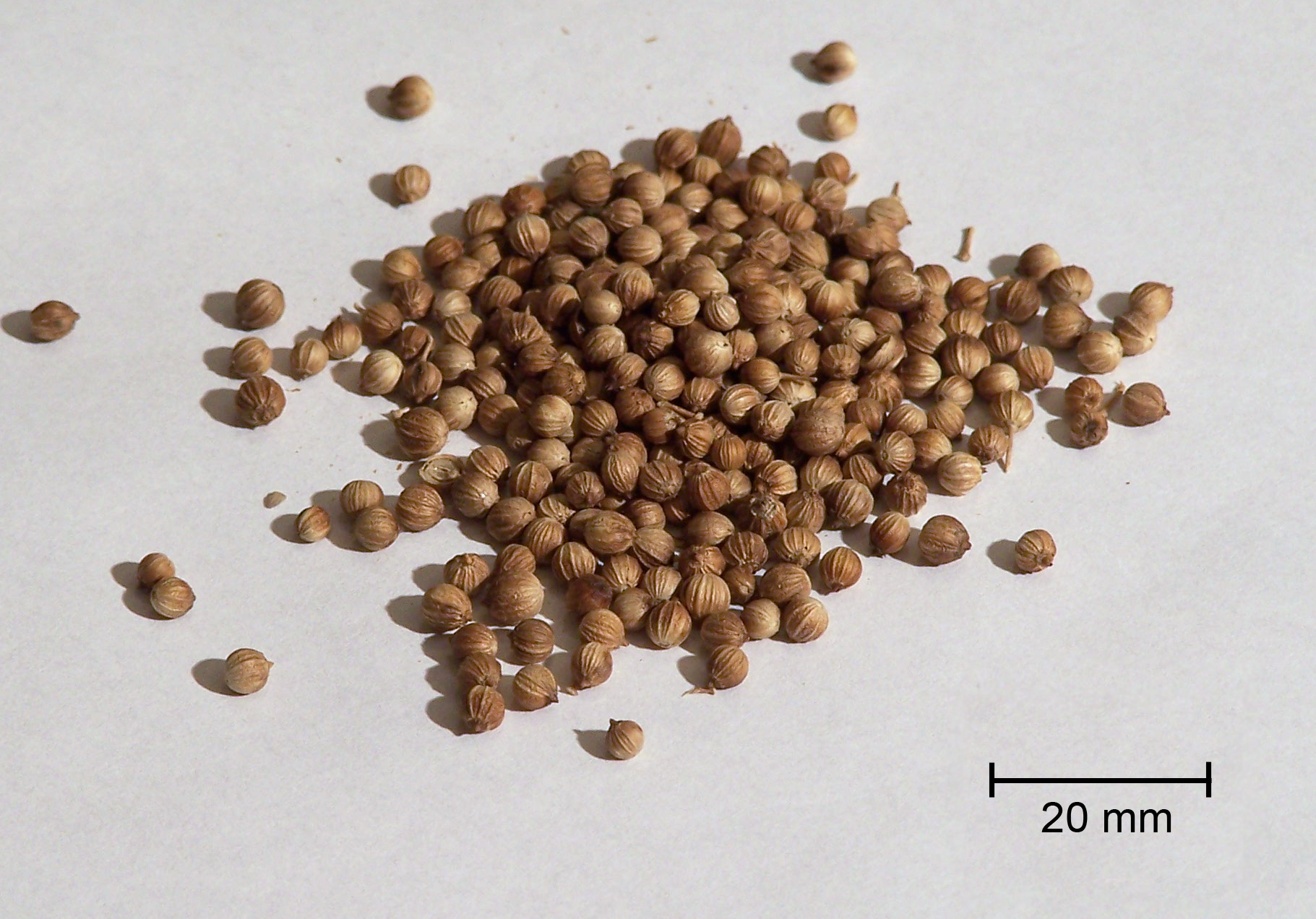
Насіння коріандру, з якого добувають коріандрову олію.

- Коріандрову олію отримують із насіння коріандру, який широко використовують як ароматичну добавку, наприклад в джині, та багатьох пряноароматичних сумішах.[86] Недавні дослідження виявили антимікробні властивості цієї олії проти харчових бактерій, наприклад кишкової палички.[87]
- Олію кохун отримують із насіння пальм Кохун (Attalea cohune), її використовують як мастило, для приготування їжі, виготовлення мила та в каганцях.[88]
- Лалемантієву олію із насіння Lallemantia iberica, з родини Глухокропивових, виявлено в місцях археологічних розкопок на півночі Греції.[89]
- Лімнантієву олію отримують із насіння Limnanthes alba, дуже стабільна олія із вмістом понад 98 % жирних кислот із довгим ланцюгом. Подібна до ріпакової олії для промислового використання.[90]

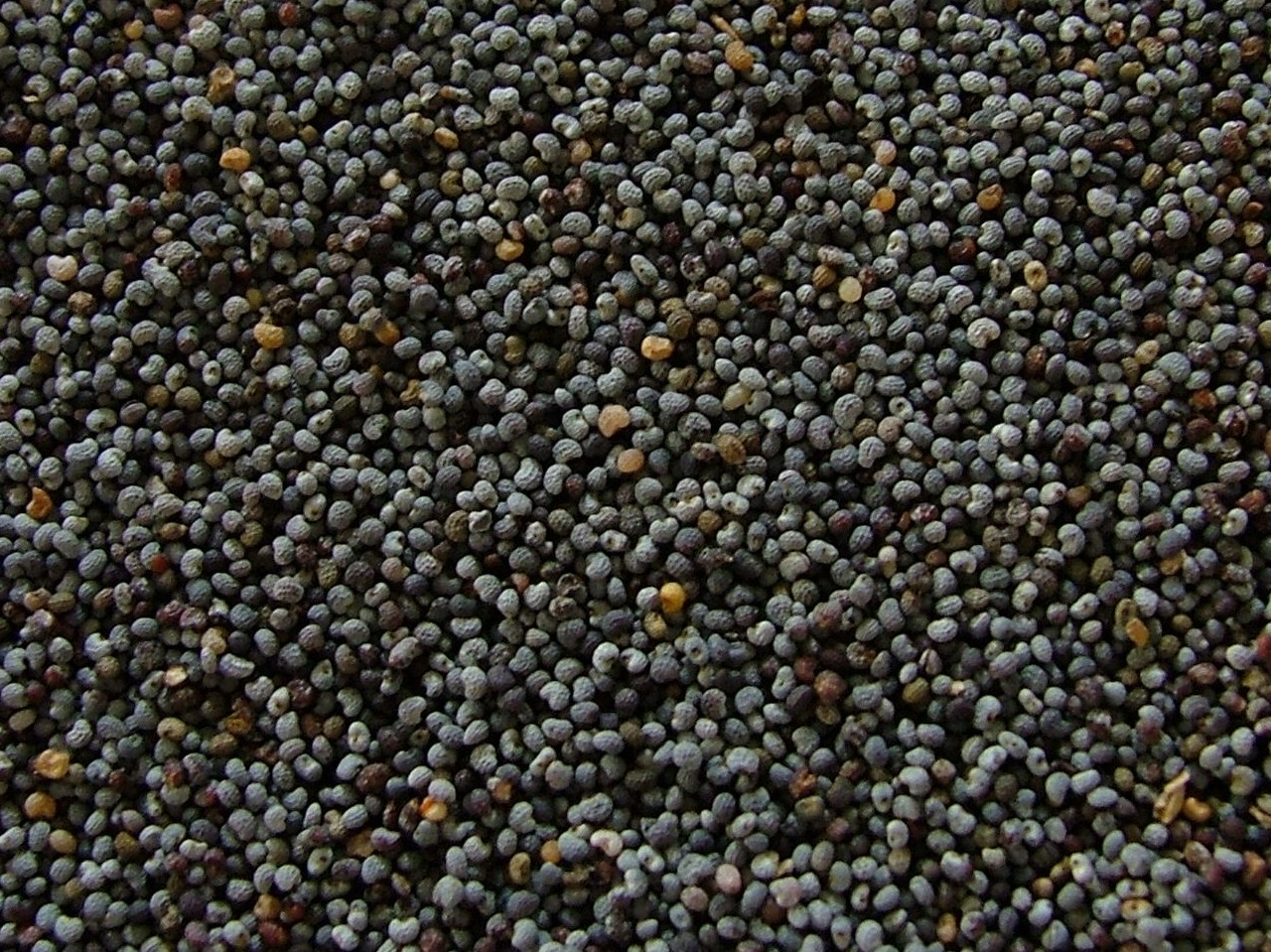
Насіння маку використовують для виготовлення макової олії

- Макову олію з насіння маку тривалий час використовують в кулінарії, живописі, для виготовлення лаків та мила.[91][92][93][94]
- Мафурову олію отримують з насіння Trichilia emetica (дерево із роду Meliaceae). Її використовують для харчування в Ефіопії. Муфарове масло отримують паралельно із олією, воно не придатне в їжу і його використовують для виготовлення мила, свічок, для захисту шкіри, як паливо та в медицині..[95]
- Мерулову олію добувають із ядер мерули. Використовують як харчову олію, за її легкий, горіховий смак. Також йде на виготовлення мила. Суміш жирних кислот за своїм складом та співвідношенням подібні до таких в оливковій олії.[96][97]
- Морингову олію отримують із насіння моринги маслянистої (Moringa oleifera). Характеризується високим вмістом бегенової кислоти. Надзвичайно стабільна олія. Також її використовують як біопаливо.[98]
- Мускатникову олію отримують з плодів роду мускатника, на відміну від інших олій, це ефірна олія, добувають її паровою дистиляцією. Мускатникова олія містить велику кількість тримістирину[99]
- Олію з насіння нетреба отримують з рослини роду Нетреба, за властивостями подібна до макової олії, на смак та запах подібна до соняшникової олії.[100][101]
- Олію з насіння нігер отримують із їстівного насіння рослини Нігер (ботанічна назва Guizotia abyssinica), які належать до родини Айстрових роду Guizotia. Рослину почали культивувати на Ефіопському нагір'ї, звідти набуло поширення і вирощується від Малаві до Індії.[102]
- Папаєва олія має високий вміст омега-3 та омега-6 жирних кислот, подібна до оливкової олії.[103] Не варто плутати із папаєвою олією, яку добувають рідинною екстракцією.[104]
- Олію пачу отримують із насіння Caryocar brasiliense (Каріокару бразильського). Цінується в Бразилії як олія для смаження.[105]

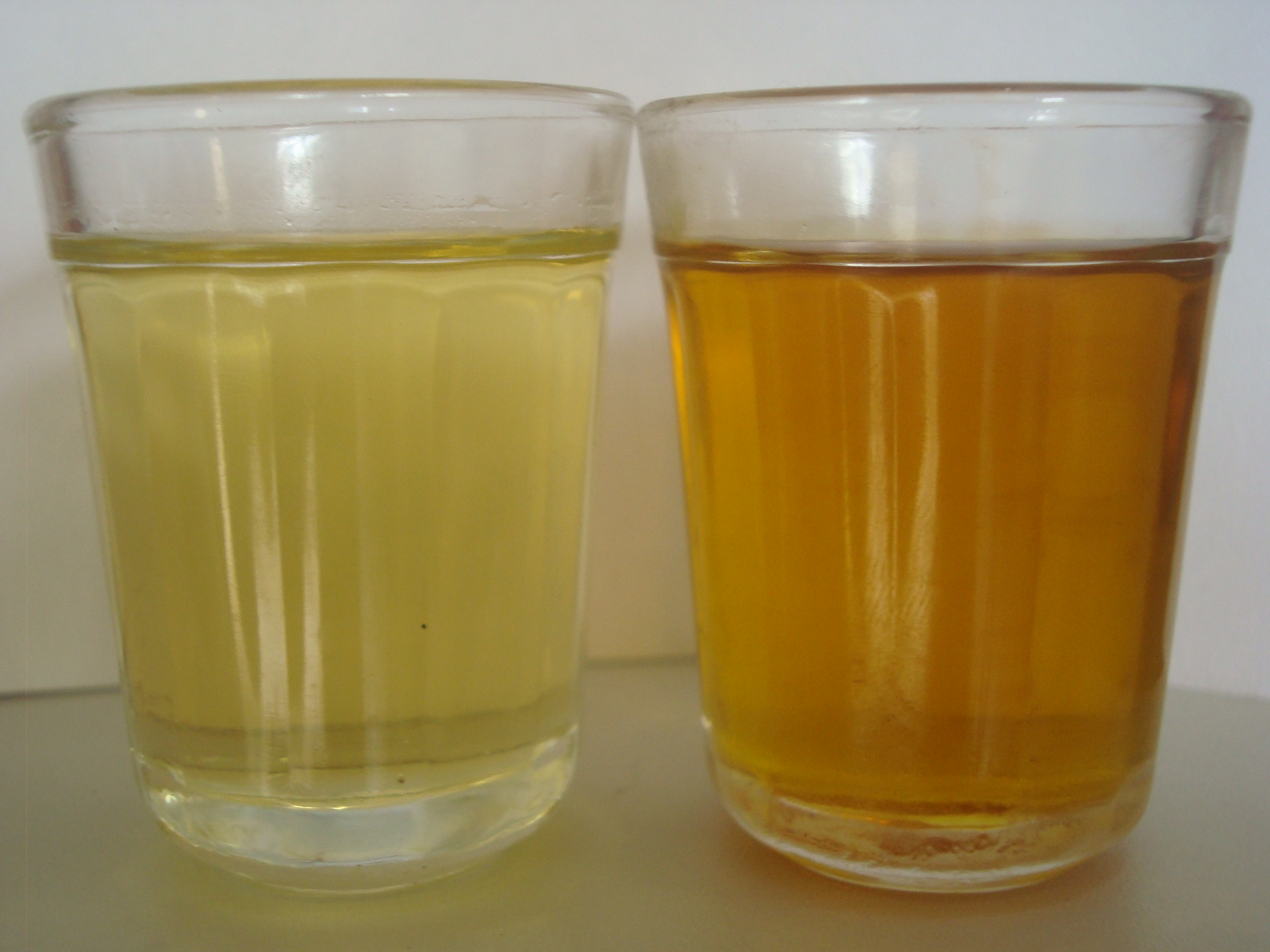
Олія пракаксі сорту virgin

- Олію пракаксі отримують з насіння Pentaclethra macroloba. Схожа на арахісову олію, але містить більше бегенової кислоти (19 %).[106]
- Олію зародків пшениці використовують як харчовий додаток та в косметичних препаратах, характеризується високим вмістом вітаміну Е та октакозанолу.[107]
- Рижієву олію отримують із насіння Camelina sativa (Рижій посівний). Одна із найраніших олійних культур, датоване використання за 6 тисяч років до нашої ери.[108] В теперішні часи виробляється на території центральної та східної Європи; з широкого використання вибуло в 1940-х роках.[109] Вважається перспективним як харчова та паливна олія.[110]
- Рисова олія — це дуже стабільна олія для приготування їжі та для салатів, підходить для високотемпературного приготування їжі.[63][111] Має потенціал як біопаливо.[112]

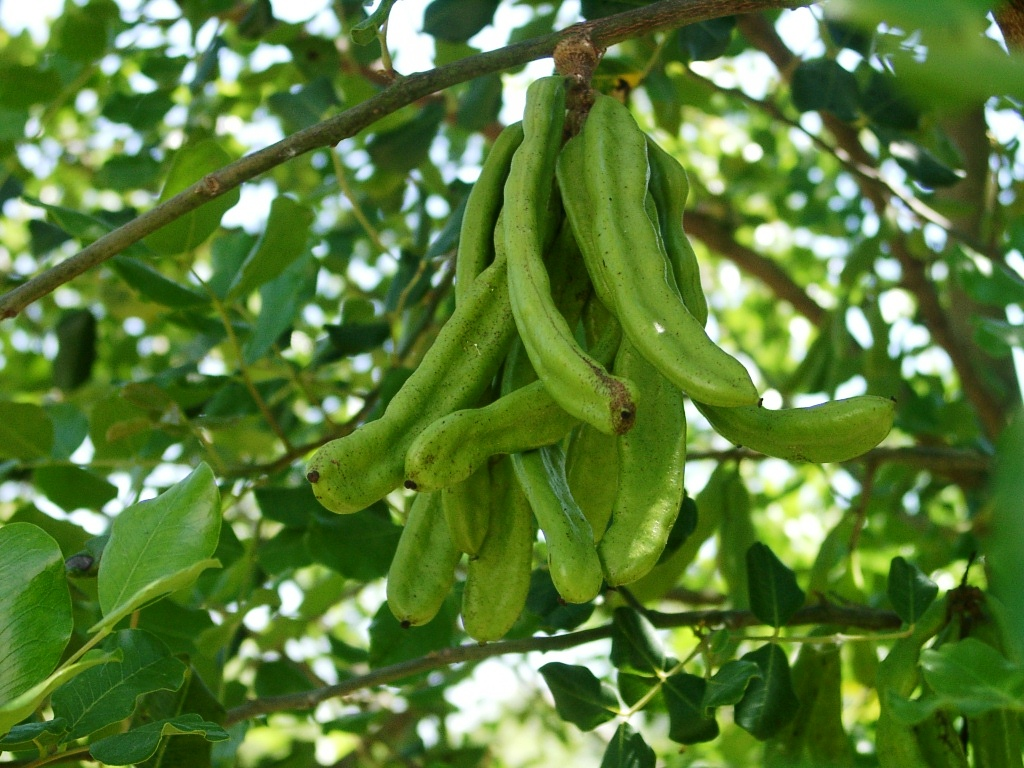
Стручки ріжкового дерева, з насіння якого також отримують олію.

- Олія ріжкового дерева (з бобів ріжкового дерева)містить велику кількість незамінних жирних кислот.[113][114]
- Олію розторопші отримують з насіння розторопші плямистої.[115] Хороше потенційне джерело спеціальних жирних кислот, каротиноїдів, токофенолів, фенолів та природних антиоксидантів,[116] а також для загального підвищення харчової цінності їжі.[117] as well as for generally improving the nutritional value of foods.[118]
- Олію роял вичавлюють з насіння Prinsepia utilis, дикого чагарника, який росте високо в Гімалаях. Використовують в їжу, а також в медицині на території Непалу.[119]
- Олію сає із насіння Oenocarpus bataua. Використовують в Південній Америці в харчових цілях, подібна до оливкової олії; також йде на виготовлення мила та косметичних засобів.[120]
- Сальну горіхову олію борнео добувають із плодів дерева роду Шорея (Shorea). Використовують як замінник какао олії, для виготовлення мила, свічок, косметики та ліків у місцевостях, де поширене це дерево.[121]
- Олію сапоте з насіння дерева Pouteria sapota використовують для приготування їжі в Гватемалі.[122]
- Олію сача інчі отримують на теріториї перуанської Амазонки з дерева Plukenetia volubilis. Характеризується високим вмістом бегенової, омега-3 та омега- жирних кислот.[123][124]
- Сливова олія позиціонується як кулінарна олія для гурманів.[125] За своїм складом подібна до персикової олії[126]
- Тарамірову олію отримують з насіння руколи (Eruca sativa), яку вирощують в Західній Азії та Північній Індії. Використовують як харчову олію, яку додають до інших, щоб видалити кислотність після старіння.[127][128]
- Тютюнову олію отримують з насіння справжнього тютюну та інших його видів (Nicotiana). Придатне ві їжу тільки після очищення.[129]
- Фінікова олія з кісточок фінікових пальм.[130] Низький вихід та відсутність визначних характеристик виключають олію як кандидата в список олій основного використання.[131]
- Олію хурми отримують із насіння Diospyros virginiana. Олія темного, червоно-коричневого кольору. на смак схожа на оливкову. Складається із майже однакової кількості олеїнової та лінолевої кислот.[132]
- Олію чайного дерева (Camellia sinensis), поширена в південному Китаї для приготування їжі. Також використовують для виготовлення мила, як олію для волосся та в багатьох інших косметичних засобах.[133][134]
- Олію чуфи отримують при вичавлюванні бульб чуфи, або земляного мигдалю (Cyperus esculentus). За властивостями подібна до соєвої, соняшникової, або ріпакової олії.[135] Використовують в їжу, або для виготовлення мила,[136] і має потенціал як біодизельне паливо.[135]

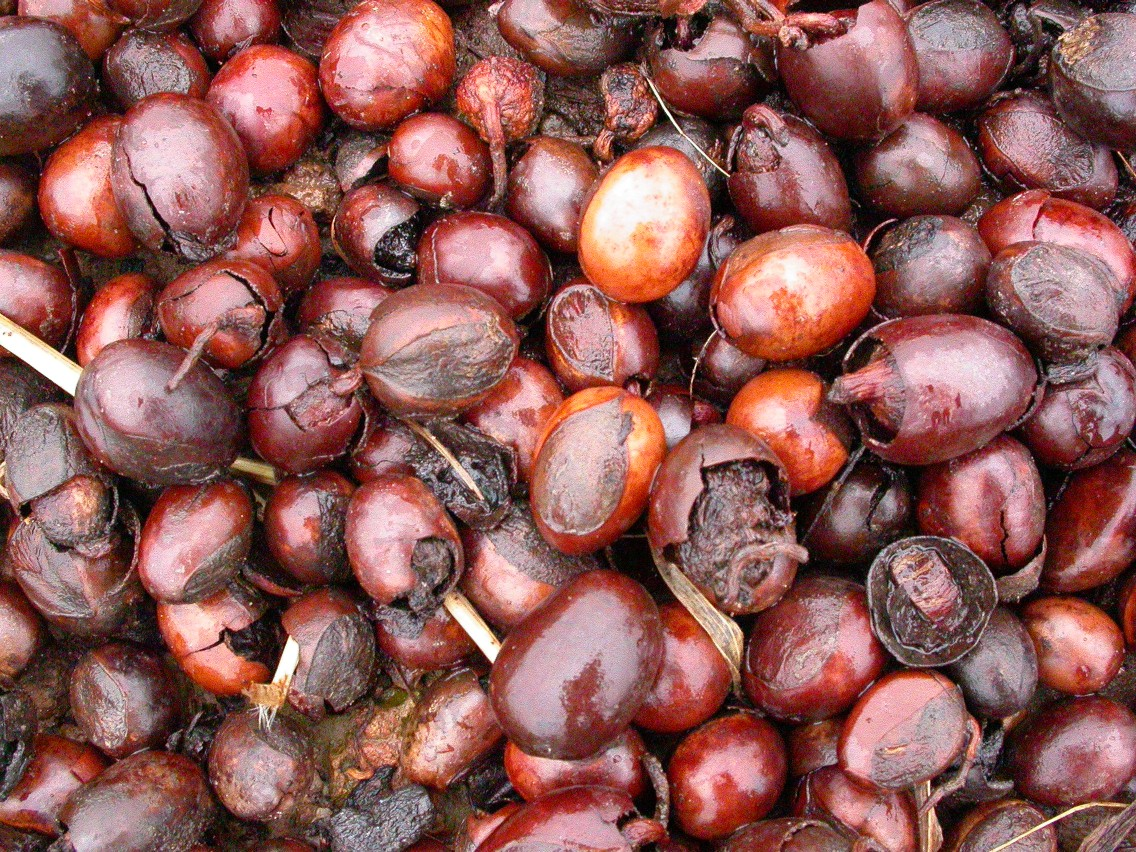
Горішки ші, з яких добувають олію дерева ші

- Олію ші переважно виготовляють африканські жінки, із горіхів дерева ші (Vitellaria). Здебільшого використовують для захисту шкіри, та як заміну какао-олії в кондитерських виробах, та в косметичних засобах.[137][138]
- Яблучна олія містить багато лінолевої кислоти.[139]

## Олії, які використовують як біопаливо

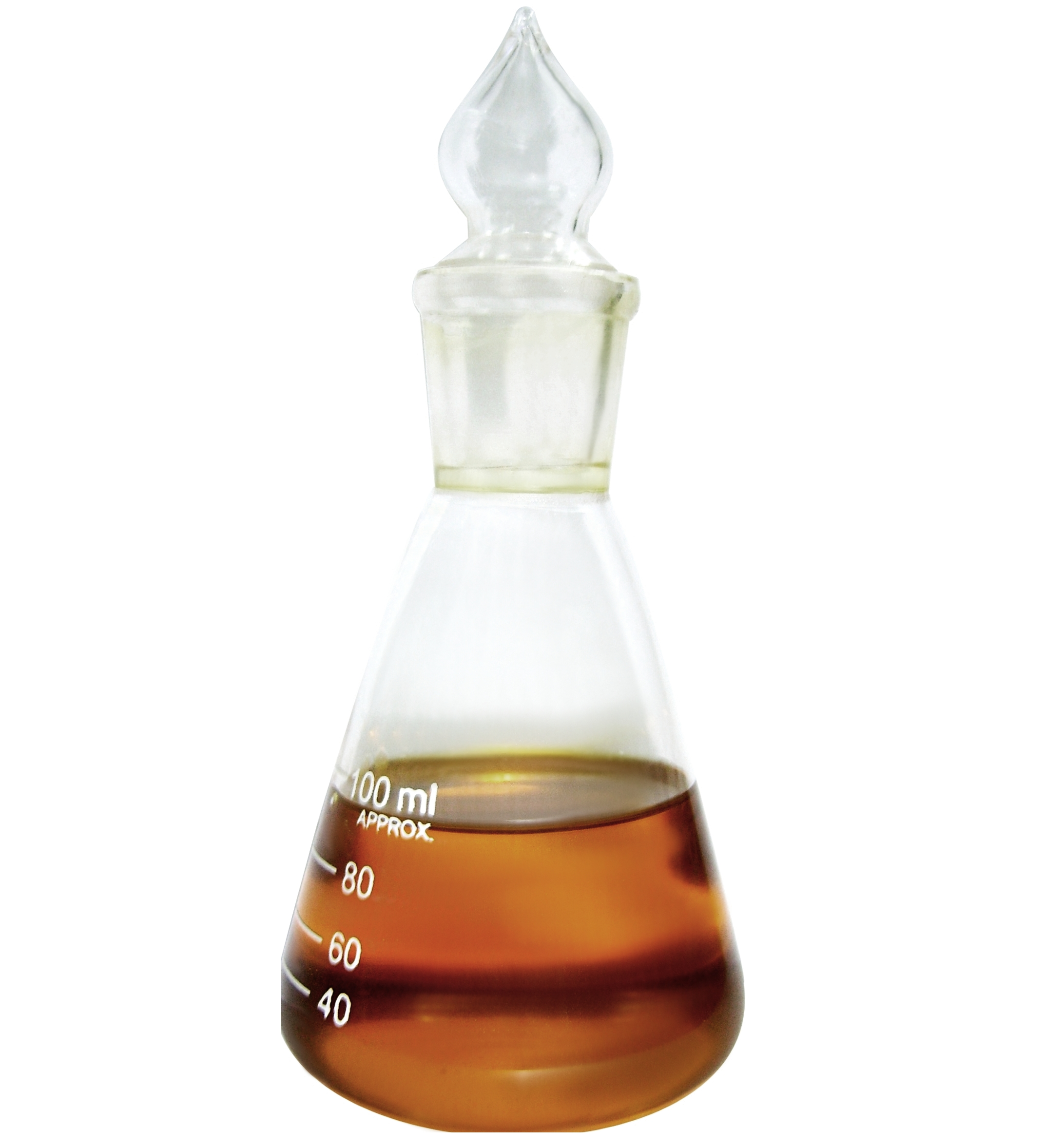
Колба із біодизельним паливом

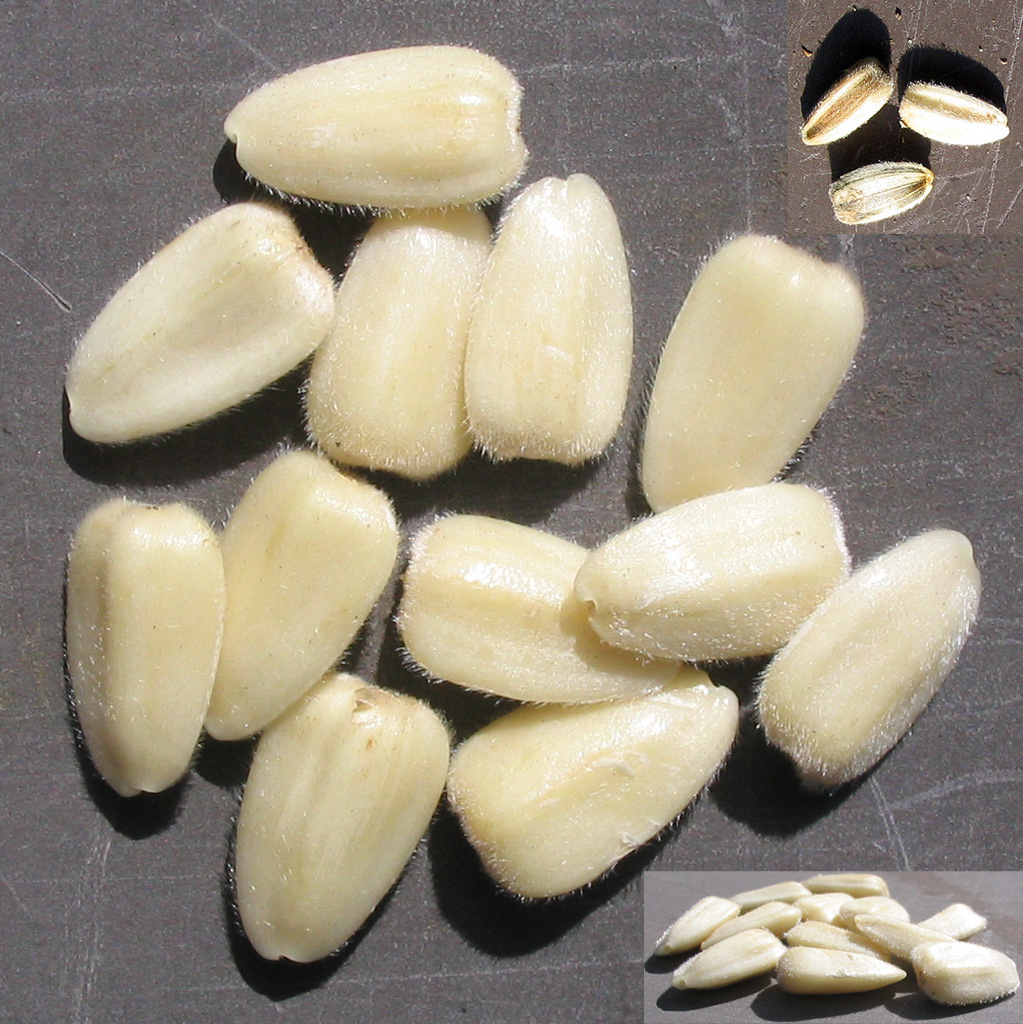
Очищене насіння соняшника

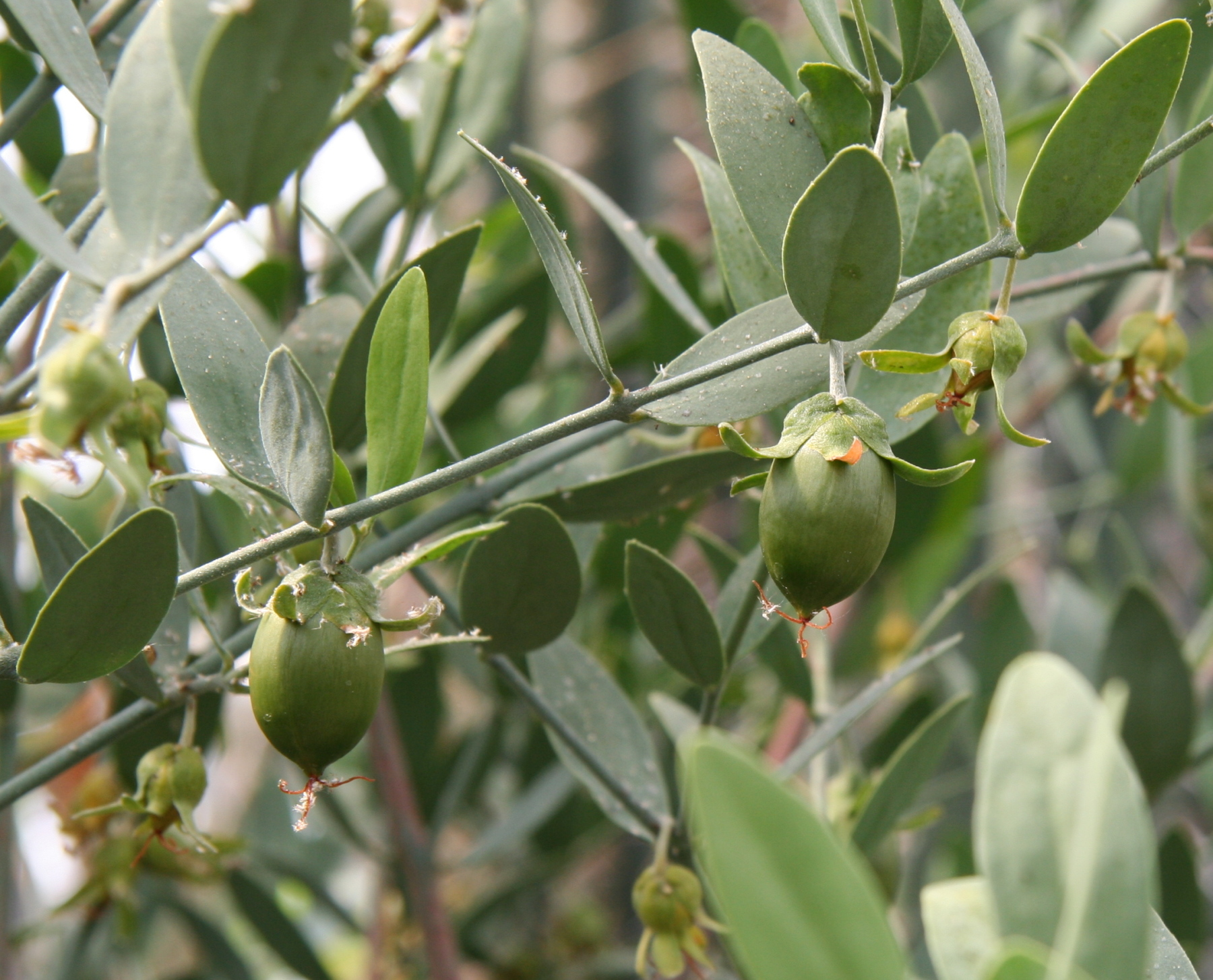
Плоди жажоби

Окрім звичного використання деякі олії можна використовувати як біопаливо (біодизель та для спалювання). Інші ж можна використовувати тільки як паливо.
Попри те, що дизельний двигун розробляли з урахуванням можливості використовувати рослинну олію як пальне, практично все дизельне паливо має нафтове походження. Олії придатні для використання як біопаливо згідно з такими параметрами:
1. Придатні як паливо згідно температури спалаху, енергоємності, в'язкості, продуктів згорання та інших факторів
2. Вартість, яка основана на врожайності, вартості зусиль для вирощування продукції, щоб зібрати її, та переробити після збирання

### Багатоцільові олії, які також використовують як біопаливо
Всі перераховані олії першочергово використовують (переважно) для інших цілей; всі, окрім тунгової олії, використовують для харчування, але також підходять і як біопаливо.
- Арахісову олію використовували в перших демонстраціях роботи дизельного двигуна в 1900 році.[141]
- Бавовняна олія є об'єктом досліджень економічної ефективності як сировина для біодизельного пального.[142][143]
- Гірчична олія як біопаливо подібна до ріпакової.[144]
- Кокосова олія перспективна в місцевостях, де розповсюджені кокосові пальми.[145]
- Конопляна олія відзначається низьким рівнем викидів. Її використання і розповсюдження в багатьох країнах ускладнюється через зв'язок із марихуаною.[146][147]
- Кукурудзяна олія приваблива через значні великі врожаї зерна кукурудзи.
- Пальмова олія — це дуже популярне біопаливо, але останнім часом ставлять під сумнів її використання як палива, через вплив на навколишнє середовище від великих площ для вирощування пальми Elaeis.[148]
- Олію ратміл використовують в Індії для освітлення.[149]
- Редискова олія. Насіння дикої редиски містить до 48 % олії, що робить її привабливим об'єктом як паливо.[150]
- Олію рижію посівного отримують із насіння Camelina sativa (Рижію посівного), її використовують у Європі як паливо для каганців до 18-го століття.[110]
- Рисова олія приваблива завдяки своїй низькій ціні в порівнянні з оліями інших рослин, які вирощують в Азії.[151]
- Рицинова олія найдешевша поміж всіх кандидатів. Кінематична в'язкість може бути проблемою.[152]
- Ріпакову олію отримують з ріпаку (каноли). Є основним джерелом біодизелю в Німеччині.[153]
- Салікорнієва олія з насіння Salicornia bigelovii, галофіт (солестійка рослина), яка росте в Мексиці.[154]
- Сафлорова олія досліджується як біопаливо в штаті Монтана.[155]
- Соєва олія; економічно не вигідно вирощувати сою для олії на паливо, але приваблива як побічний продукт переробки зерна сої в різну продукцію.[140]
- Соняшникову олію можуть використовувати як паливо, але це не завжди економічно вигідно.[156]
- Тунгова олія згадується в кількох списках рослинних олій, які можна використовувати як біодизель.[157] Several factories in China produce biodiesel from tung oil.[158]
- Олію чуфи описано китайськими дослідниками як таку, що має «великий потенціал як біодизельне паливо».[135]

### Нехарчові олії, які використовують виключно, або переважно як біопаливо
Ці олії добувають із рослин, які вирощують виключно для отримання біопалива. Описані далі, а також деякі з основних олій описаних вище, отримали набагато більше уваги як паливні олії, ніж інші олії.
- Олію жожоби отримують з пустельного чагарнику, Simmóndsia chinénsis.[159]
- Копайба — живиця, яку збирають з дерев роду Copaifera. Використовують у Бразилії як косметичний продукт, і більшою мірою як біодизель.[160]
- Олію нафтових горіхів, з горіхів Pittosporum resiniferum, які ростуть на Філіппінах. Уряд Філіппін одного разу проводив дослідження, щоб використовувати нафтові горіхи для виробництва біопалива.[161]
- Олію нахор із ядер горіхів Mesua ferrea використовують в Індії як світильникову олію.[162]
- Понгамієву олію добувають із Каранджі (Millettia pinnata), як біопаливо її вперше дослідив Удипи Шрініваса (Udipi Shrinivasa) в індійському місті Бенґалуру.[163][164]
- Райська олія з насіння Simarouba glauca, отримала зацікавлення в Індії як сировина для отримання біодизельного палива.[165]
- Молочай тирукалі (Euphorbia tirucalli) був популяризований хіміком Мелвіном Калвіном у 1950-му році. Розроблялася компанією Petrobras, бразильською національною нафтовою компанією в 1980-х роках.[166]
- Олію ятрофи широко використовують в Індії як паливо. Привертає увагу для використання як біопаливо.[167][168]

## Оліфи
Оліфи — це олії, які висихають до твердого стану за нормальної кімнатної температури. Такі олії використовують як основу для олійних фарб, фарб інших видів та для фінальної обробки деревини. Окрім перерахованих далі олій, до оліф також відносяться олія грецького горіха, соняшникова та сафлорові олії.
- Вернонієву олію отримують з насіння Vernonia galamensis. На 73–80 % складається із вернолієвої кислоти (містить епоксидну функціональну групу), і її можуть використовувати для виробництва епоксидних смол, клеїв, лаків, фарб та промислових покриттів.[170]
- Олія даммар з Canarium strictum використовують у фарбах як сикатив.[171] Також можуть використовувати як паливо для гасових ламп.[172]
- Здатність лляної олії до полімеризації робить її дуже підходящою для кінцевої обробки деревини, в олійних фарбах, як пластифікатор та затверджувач у мастиках та при виробництві лінолеуму.[173] Також використовують в їжу та в медичних цілях.
- Макова олія у використанні подібна до лляної, але зі стійкішим кольором.[169]
- Стілінгієву олію (її також називають китайським салом із рослин), отримують вимиванням насіння Sapium sebiferum. Використовують як підсушуючий агент у фарбах та лаках.[174][175]
- Тунгову олію використовують як промислове мастило, та високоефективну компоненту в оліфах. Також можуть використовувати як замінник лляної олії.[176]

## Інші олії
Серія пресованих олій, які не придатні в їжу, або які не використовують у харчуванні.

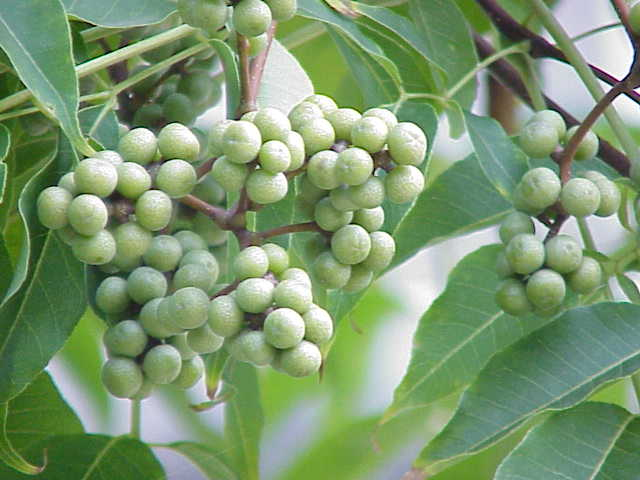
Плоди амурського коркового дерева

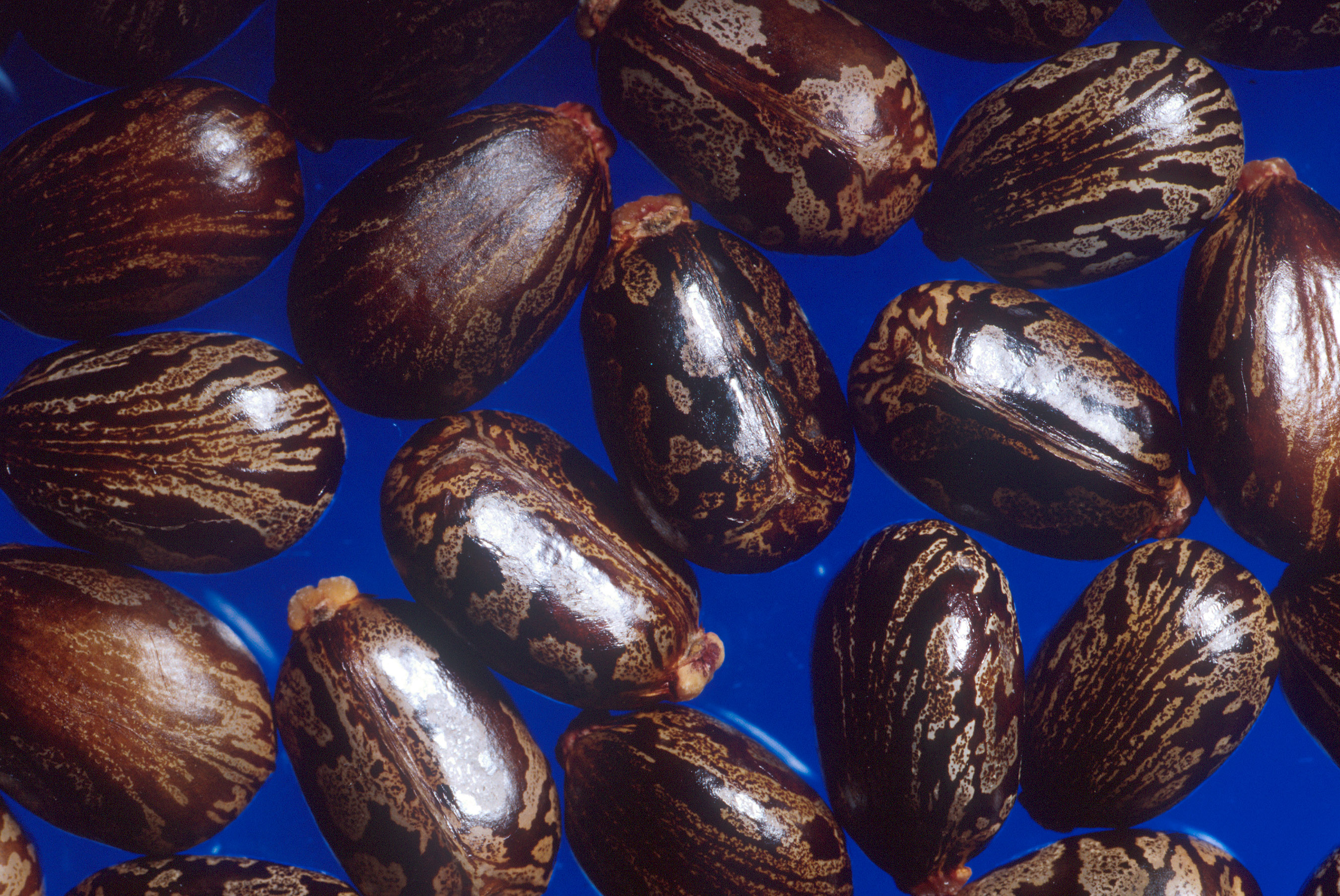
Рицинові боби — джерело рицинової олії

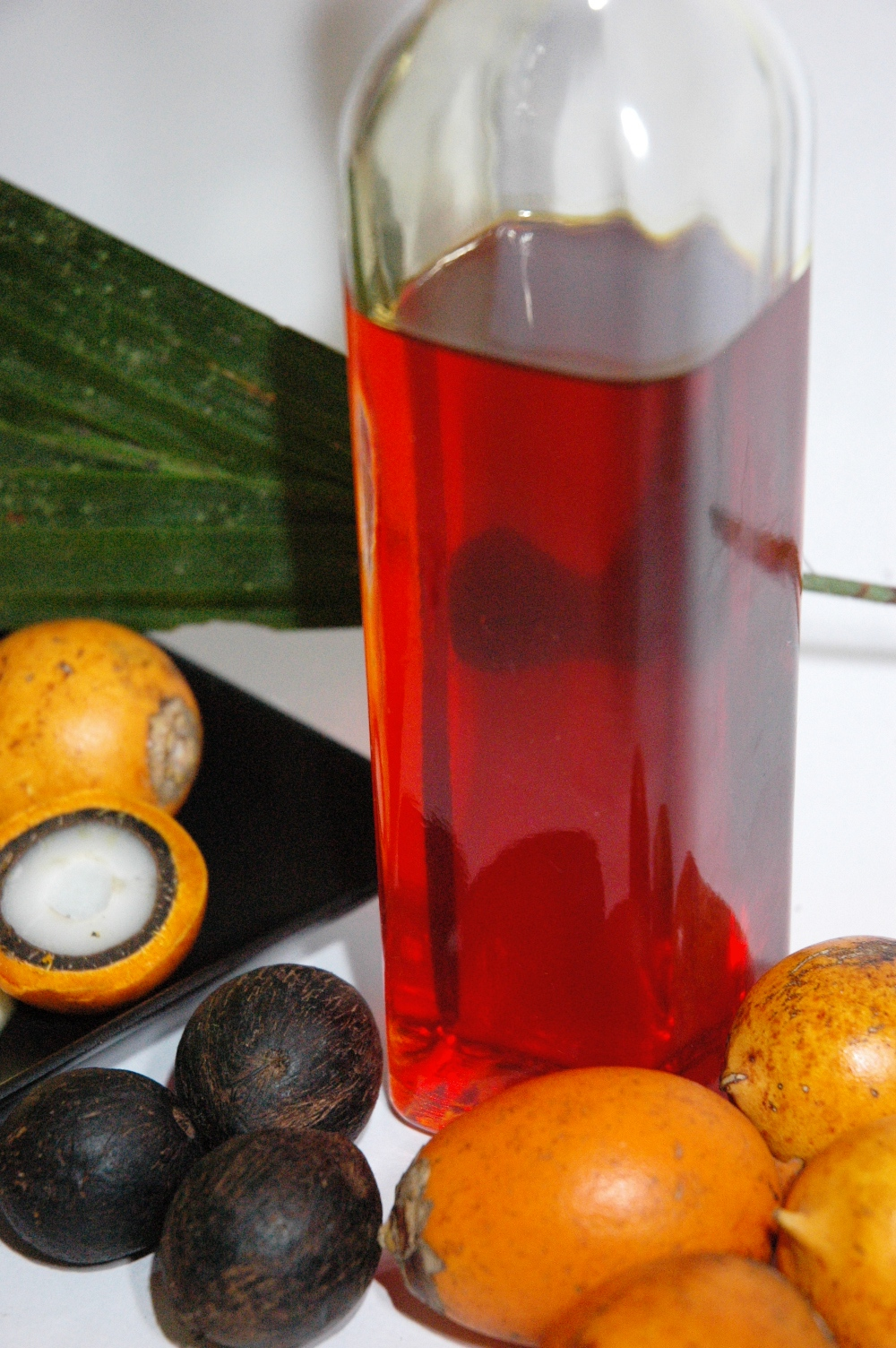
Аватарова (тукумова) олія

- Артишокову олію добувають із насіння плодів артишоку, напіввисихаюча олія з великим вмістом ненасичених кислот, має потенціал для виробництва мила, шампуню, алкідних смол та крему для взуття.[177]
- Олію астрокаріум мурумуру використовують у лосьйонах, кремах, милі, кондиціонерах для волосся, масках для обличчя, шампунях, оліях та емульсіях, для зволоження шкіри, засобах для живлення волосся та відновлення пошкодженого, восків для депіляції.[178]
- Баланітесову олію отримують з насіння Баланітеса єгипетського (Balanites aegyptiaca), її використовували у стародавньому Єгипті як основу у парфумах.[98]
- Олію плодів амурського коркового дерева використовують як інсектицид.[179][180]
- Олію горіха басс отримують з горіхів Shorea stenoptera. Подібна до какао-олії, але з вищою температурою плавлення. Використовують у косметиці.[181][182]
- Бладерпродову олію вичавлюють із насіння Physaria fendleri, яка родом із Північної Америки. Містить велику кількість лескверолінової кислоти, яка подібна рицинолевої кислоти, на яку багата рицинова олія. Широко вживається у промисловості. Потенційний замінник  рицинової олії, бо рослини потребують менше вологи для вирощування.[183]
- Олію брюції яваніки добувають з насіння Brucea javanica. Показала ефективність у лікуванні деяких форм раку.[184][185]
- Олію буріті отримують із фруктів Mauritia flexuosa, містить багато каротиноїдів та мононенасичених жирних кислот, тому має інтерес як харчова добавка. Також використовують у косметичній промисловості.[186]
- Гевеєву олію отримують із насіння гевеї бразильської (Hevea brasiliensis), має високий потенціал використання, бо в іншому випадку просто втрачалася як відходи при добування природної гуми. Як оліфу використовують в Нігерії,[187] дизельного біопалива в Індії[188] та на корм худобі в Камбоджі та В'єтнамі.[189]
- Олію жажоби добувають з насіння жажоби, її використовуєють у косметиці, як замінник китового жиру, спермацету.[190]
- Калинову олію отримують із насіння калини (Viburnum opulus). Містить багато токофенолів, каротиноїдів, ненасичених жирних кислот. Використовують в медицині.[191]
- Олію каулмугру отримують з насіння дерева Hydnocarpus wightiana, внутрішньо та зовнішньо використовують протягом багатьох століть для лікування прокази.[192] Крім того використовують для лікування вторинного сифілісу, ревматизму, золотухи та туберкульозу.[193][194]
- Олію крамбе отримують із насіння Crambe abyssinica. Містить велику кількість ерукової кислоти, її використовують в промислових мастилах, інгібіторах корозії, та як складову при виробництві синтетичних каучуків.[195][196]
- Кротонову олію вичавлюють із насіння Croton tiglium. Високотоксична, раніше її використовували як радикальне проносне.[197]
- Купуасова олія — близький аналог какао-олії, її використовують для виготовлення білого шоколаду.[198]
- Куфейову олію отримують з насіння деяких видів роду Куфея. Має потенціал як джерело тригліцеридів із жирнокислотними залишками середньої довжини.[199]
- Олію лумбангу (горіхова олія кукуй), виготовляють на Гаваях з дерева Aleurites moluccanus, насамперед використовують для захисту шкіри.[200]
- Лунарієву олію отримують з насіння Lunaria annua, яке містить 30–40 % олії. Олія містить багато жирних кислот із довгим вуглецевим ланцюгом, включно із еруковою та нервоновою кислотами, що робить її придатною для деяких цілей у промисловому використанні.[85][201]
- Мангову олію вичавлюють із кісточок плодів манго, містить багато стеаринової кислоти, її можуть використовувати для виготовлення мила.[202]
- Маракуєву олію отримують з насіння маракуї, переважно містить лінолеву кислоту (62 %), та менші кількості олеїнової (20 %) та пальмітинової (7 %) кислот. Має різноманітне використання у косметичних засобах, а також використовують у їжу людям та на корм худобі.[203]
- Маритимову олію (Sea rocket seed oil) отримують із насіння рослини-галофіта Cakile maritima, родом з північної Африки, містить велику кількість ерукової кислоти, тому має потенціал для промислового використання.[204]
- Олію маура, отримують з насіння Madhuca latifolia та Madhuca longifolia, які ростуть в Індії. Сиру олію використовують при прядінні шерсті, для виготовлення свічок та мила. Очищений жир використовують в їжу, та як олію гхі в Індії.[48]
- Морквяну олію отримують із насіння моркви, використовують у продукції для захисту шкіри.[note 4][205]
- Німову олію добувають з плодів та насіння дерева нім (Azadirachta indica), коричнево-зеленого кольору, містить значну кількість сірковмісних сполук, використовують у косметиці, медицині, та як інсектицид.[206]
- Обліпихову олію отримують з м'якоті плодів рослин роду обліпихи, видобувається в північному Китаї, насамперед йде на медичні цілі.[207]
- Ойонову олію добувають із горіхів американської пальми (Elaeis oleifera). Олію добувають із ядер та з лушпиння, використовують в їжу у Центральній та Південній Америці. Її комерціалізував канадський бізнесмен у 1990-х роках.[208][209]
- Реп'яхову олію отримують із кореня лопуха. Використовують як рослинний лікарський засіб для догляду за шкірою голови.[210]
- Рицинова олія має широке застосування в промисловості та медицині. Рицинові боби також використовують як джерело токсину рицину.[140]
- Талову олію отримують як побічний продукт виробництва деревної маси. Ще один побічний продукт виробництва — жирні кислоти талової олії (TOFA), як дешеве джерело олеїнової кислоти.[211]
- Олію таману (або фораха)[212] отримують з горіхів Calophyllum inophyllum або Calophyllum tacamahaca, яка дуже важлива в полінезійській культурі, а також, на зважаючи на значну дорожнечу,[212] використовують для захисту шкіри.[213]
- То́нка-олія (або олія кумару), поширений інгредієнт в одеколонах, в Бразилії використовують у медичних цілях.[214]
- Тукумову олію видобувають із м'якоті та насіння фруктів Astrocaryum vulgare, південноамериканської олійної пальми.[215] Олію з м'якоті використовують як кондиціонер для шкіри. Олію з насіння використовують в їжу та для виготовлення мила, бо містить багато лауринової кислоти.[216]
- Олію укуубу отримують з насіння Virola surinamensis, містить надзвичайно багато міристинової кислоти.[213]
- Шипшинову олію використовують у засобах догляду за шкірою, особливо для старіючої та пошкодженої шкіри.[217]

## Нотатки
1. ↑  The Targanine cooperative was founded by Prof. Zoubida Charrouf in the 1990s to help local poor, widowed and divorced women derive an income from producing and exporting high-quality argan oil. See Rainer Höfer, ред. (2009). Sustainable Solutions for Modern Economies. Royal Society of Chemistry (Great Britain). с. 401. ISBN 1847559050. Архів оригіналу за 10 червня 2016. Процитовано 15 травня 2016.
2. ↑  Етанол, і меншою мірою, метанол та бутанол - також використовують як біопаливо, але меншою мірою.
3. ↑  Деякі рослини дають гарний комерційний вихід рослинних олій, але також використовують і для виробництва біопалива.
4. ↑  Насіння моркви також використовують, щоб отримати ефірну олію, яка за властивостями відмінна від пресованої.